# Ozero Turovlja
Ozero Turovlja (ryska: Озеро Туровля) är en sjö i Belarus.   Den ligger i voblasten Vitsebsks voblast, i den norra delen av landet, 180 km nordost om huvudstaden Minsk. Ozero Turovlja ligger 119 meter över havet. Arean är 0,89 kvadratkilometer. Den sträcker sig 1,9 kilometer i nord-sydlig riktning, och 2,3 kilometer i öst-västlig riktning.
I omgivningarna runt Ozero Turovlja växer i huvudsak blandskog. Runt Ozero Turovlja är det glesbefolkat, med 13 invånare per kvadratkilometer.